# Вежхляс (Велюнський повіт)
Вежхляс (пол. Wierzchlas) — село в Польщі, у гміні Вешхляс Велюнського повіту Лодзинського воєводства.
Населення — 1868 осіб (2011).
У 1975—1998 роках село належало до Серадзького воєводства.

## Демографія
Демографічна структура станом на 31 березня 2011 року:
|          | Загалом | Допрацездатний вік | Працездатний вік | Постпрацездатний вік |
| -------- | ------- | ------------------ | ---------------- | -------------------- |
| Чоловіки | 930     | 177                | 651              | 102                  |
| Жінки    | 938     | 175                | 527              | 236                  |
| Разом    | 1868    | 352                | 1178             | 338                  |